# Myślibórz
Pour les articles homonymes, voir Myślibórz (homonymie).
Myślibórz (en allemand : Soldin ; en cachoube : Żôłdzëno) est une ville de la voïvodie de Poméranie-Occidentale, dans le nord-ouest de la Pologne. 
Le principal site d'intérêt est le premier couvent des Sœurs de Jésus Miséricordieux avec un sanctuaire de la Miséricorde Divine.

## Histoire
De 1683 à 1945, Soldin est le chef-lieu de l'arrondissement de Soldin (de) dans le district de Francfort au sein de la province de Brandebourg.
La population allemande de Soldin fut expulsée en 1945 et la ville renommée Myślibórz et peuplée de Polonais de l'est. À la suite de la conférence de Potsdam, elle appartient à la république de Pologne.

## Personnalités liées à la ville
- Friedrich Wilhelm von Dossow (1669-1758), général né à Soldin.